# Кметове на Прилеп
Списък на кметовете на централномакедонския град Прилеп, Република Македония.

## Царство България (1915 – 1918)
| Име         | Родно място | Години   |
| ----------- | ----------- | -------- |
| Данаил Раев | Прилеп      | ? – 1918 |

## Кралство Югославия (1918 – 1941)
| Име           | Родно място | Години |
| ------------- | ----------- | ------ |
| Борис Попевич |             | ? – ?  |

## Царство България (1941 – 1944)
| Име              | Родно място | Години                           |
| ---------------- | ----------- | -------------------------------- |
| Тодор Цеков      |             | юни 1941 - август 1941           |
| Методий Ночев    | Прилеп      | 8 август 1941 – 9 септември 1944 |
| Милан Небреклиев | Прилеп      | ? – ?                            |

## Федерална Югославия (1944 – 1991)
| Име              | Родно място | Години |
| ---------------- | ----------- | ------ |
| Джоджа Николоски | Крушево     | ? – ?  |

## Република Македония (от 1991)
| Име                   | Име                    | Родно място | Години      | Партия       |
| --------------------- | ---------------------- | ----------- | ----------- | ------------ |
| Илия Димоски - Шаторо | Илија Димоски - Шаторо |             |             | ВМРО – ДПМНЕ |
| Глигор Иваноски       | Глигор Иваноски        |             | 1996 - 2000 | ВМРО – ДПМНЕ |
| Сашо Пирганоски       | Сашо Пирганоски        |             | 2000 - 2005 | СДСМ         |
| Марян Ристески        | Марјан Ристески        | Прилеп      | 2005 - 2017 | ВМРО – ДПМНЕ |
| Илия Йованоски        | Илија Јованоски        | Прилеп      | 2017 -      | СДСМ         |